# 手続き型モデリング
手続き型モデリング（、英: procedural modeling）は3Dモデルの構成要素を生成・変形する一連の手続きを記したプログラムによってモデルを表現する3Dモデリング手法である。

## 概要
L-systemやフラクタル、生成的モデリングなどは3Dシーンを作成するのにアルゴリズムが利用されるため、手続き型モデリングのテクニックであるという。ルール・セットはアルゴリズムに組み込まれたり、パラメータで設定可能だったりしてエンジンから分け離されることもある。
手続き型モデリングの出力は手続き型コンテンツと呼ぶ。ゲームや映画などに使用されたり、インタネットにアップロードされたりするか、ユーザーがコンテンツを手動的に編集することも可能。手続き型モデルはデータベース増幅を物証することが多いため、大きな3Dシーンが比較的に小さなルール・セットから生成されることが可能という。もし用いられるアルゴリズムが毎回同じ出力を出せば、その出力を保存する必要がなく、単にアルゴリズムを同じランダム・シードで実行させるとよい。
手続き型モデリングはユーザーインプットによってモデルを編集したりすることより、ルール・セットによって3Dモデルを生成することを中心にしている。一般的なモデラーを利用すると時間がかかりすぎたり,専門ツールが必要になったりする場合は手続き型モデリングはよく使われている。例えば、植物、建築や山水などを生成する時に使われることがある。

## ソフトウェア
- Acropora
- BRL-CAD
- Bryce
- CityEngine
- Derivative Touch Designer
- Generative Modelling Language
- Grome
- Houdini
- HyperFun
- Softimage
- Terragen
- 3ds Max